# Población afgana
Los afganos (persa/en darí: افغان‌ها‎, romanizado: Afghānha افغانها, en pastún: افغانان‎, romanizado: Afghanan) o población afgana son nacionales o ciudadanos de Afganistán, o personas con ascendencia de allí. Afganistán está formado por varias etnias, de las cuales las más numerosas son los pastunes, los tayikos, los hazaras y los uzbekos. Las tres principales lenguas habladas por los afganos son el darí, el pastún y el uzbeko, y muchos afganos son bilingües y hablan tanto el dari como el pastún.

## Contexto
La primera mención del nombre afgano (Abgân) es de Sapor I del Imperio sasánida durante el siglo III de nuestra era. En el siglo IV, la palabra "afganos/Afghana" (αβγανανο) como referencia al pueblo pastún se menciona en los documentos bactrianos encontrados en el norte de Afganistán. La palabra "afgano" es de origen persa para referirse al pueblo pastún. Algunos estudiosos sugieren que la palabra "afgano" deriva de las palabras awajan/apajan en avéstico y ava-Han/apa-Han en sánscrito, que significan "matar, golpear, lanzar y resistir, o defender". Bajo los sasánidas, y posiblemente el Imperio Parto, la palabra se utilizaba para referirse a los hombres de cierta secta persa. En el pasado, varios eruditos buscaron una conexión con "caballo", Skt.aśva-, Av.aspa-, es decir, el Aśvaka o Aśvakayana el nombre de los Aśvakan o Assakan, antiguos habitantes de la región del Hindú Kush. Algunos han teorizado que el nombre de los Aśvakan o Assakan se ha conservado en el de los pastunes modernos, derivando el nombre afgano de Asvakan.
Como adjetivo, la palabra afgano también significa "de o relativo a Afganistán o a su pueblo, lengua o cultura". Según la Constitución de Afganistán de 1964, todos los ciudadanos afganos son iguales en derechos y obligaciones ante la ley. El cuarto artículo de la Constitución de la República Islámica de Afganistán, en vigor hasta 2021, establece que son ciudadanos de Afganistán los pashtunes, tayikos, uzbekos, turcomanos, baluchis, pashayis, nuristaníes, aimaq, árabes, kirguises, qizilbash, gurjar, brahui y miembros de otras etnias. Existen disputas políticas al respecto: hay miembros de las etnias no pastunes de Afganistán que rechazan que se les aplique el término afgano, y hay pastunes en Pakistán que desean que se les aplique el término afgano.
El etnónimo histórico afgano, anterior al Estado-nación, se utilizaba para referirse a un miembro de la etnia pastún. Debido a la naturaleza política cambiante del Estado, el significado ha cambiado, y el término ha pasado a ser la identidad nacional de los afganos de todas las etnias.
Desde un punto de vista más limitado y etnológico, "Afḡhān" es el término con el que los afganos de habla persa (y las etnias no pastunes en general) designan a los pastunes. La ecuación afganos = pashtūn se ha propagado tanto más, dentro y fuera de Afganistán, porque la confederación tribal pashtūn ha mantenido su hegemonía en el país, numérica y políticamente.

## Afganistaní, afgani y afganés
El menos común afganistaní (افغانستانی) es un marcador de identidad alternativo para los ciudadanos de Afganistán. El término "afganistaní" se refiere a alguien que posee la nacionalidad de Afganistán, independientemente de su raza, etnia o religión. En el Afganistán multiétnico, el término "afgano" siempre se ha asociado al pueblo pastún. Algunos ciudadanos no pastunes, como tayikos, hazaras y uzbekos, lo han considerado parte de la hegemonía pastún que pretendía borrar su identidad étnica. El término afgano se ha utilizado entre algunos refugiados y diásporas, sobre todo entre los no pastunes.
El término afgani hace referencia a la unidad monetaria afgana. El término también se utiliza a menudo en inglés (y aparece en algunos diccionarios) para referirse a una persona o cosa relacionada con Afganistán, aunque algunos han expresado la opinión de que este uso es incorrecto. Una razón para este uso puede ser que el término "afgani" (افغانی) es de hecho un demónimo válido para los afganos en la lengua persa en general, mientras que "afgano" deriva del pastún. Así pues, "afgano" es el término anglicismo de "afgani" cuando se traduce del dari, pero no del pastún. Otra variante es el afganés, que rara vez se ha utilizado en lugar de afgano.

## Etnicidad

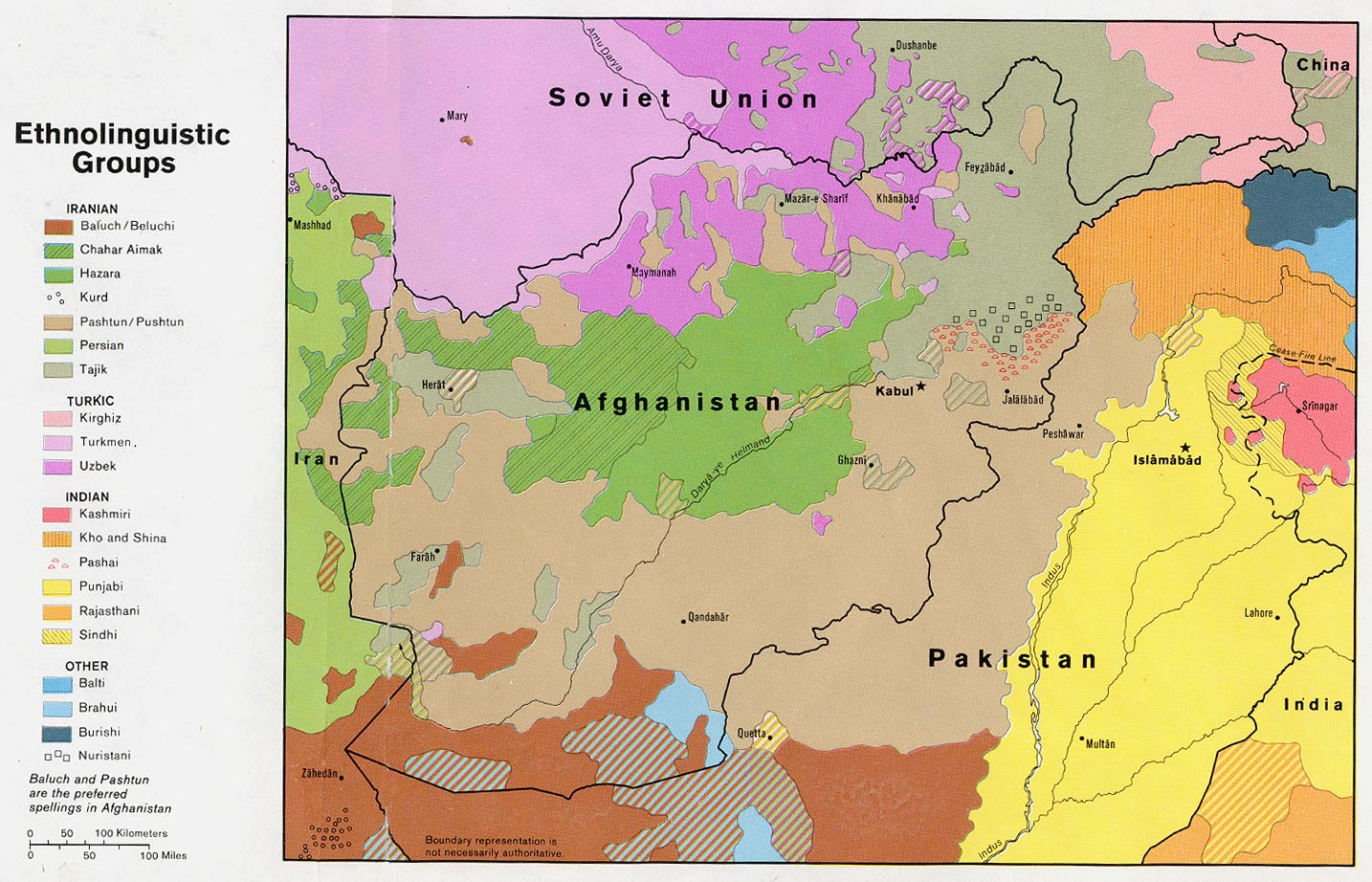
Grupos etnolingüísticos de Afganistán y sus alrededores (1982).

Los afganos proceden de diversos orígenes étnicos. Los grupos étnicos más numerosos son los pastunes, tayikos, uzbekos y hazaras, que constituyen aproximadamente el 95% de la población de Afganistán. Son de orígenes diversos, incluidas raíces etnolingüísticas iraníes, túrquicas o mongólicas.

## Religión

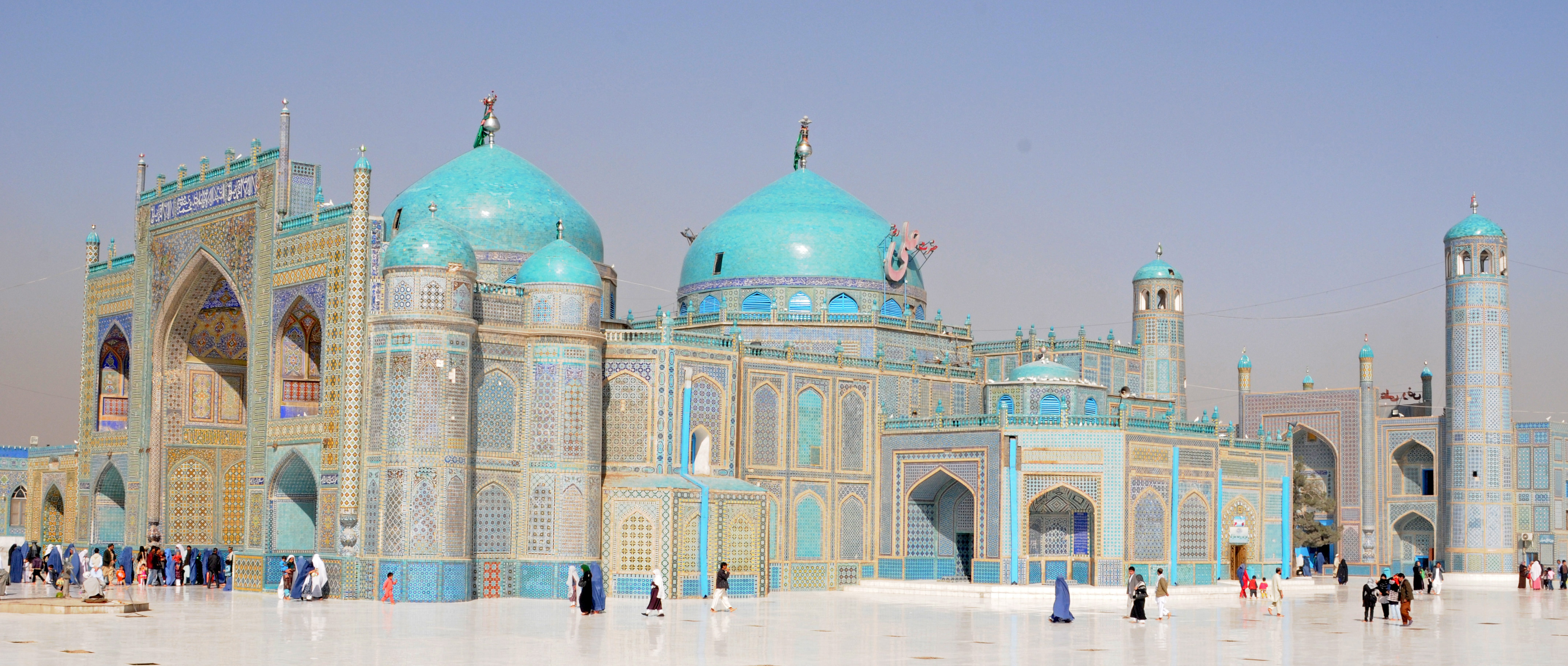
La Masjid-e-Kabud, conocida popularmente como la Mezquita Azul, en Mazar-e Sarif, provincia afgana de Balj, 3 de abril de 2012.

El pueblo afgano de todas las etnias es predominante y tradicionalmente seguidor del Islam, del que alrededor del 90% pertenece a la rama suní y el 10% a la chií. Otras minorías religiosas son los hindúes afganos, los sijs afganos, los zoroastrianos afganos, los judíos afganos y los cristianos afganos.

## Cultura
La cultura afgana existe desde hace más de tres milenios, remontándose a la época del Imperio Aqueménida en el año 500 a. C. Los afganos tienen tanto rasgos culturales comunes como otros que difieren entre regiones, y cada una de las 34 provincias posee sus propias culturas distintivas, en parte como resultado de los obstáculos geográficos que dividen el país. La cultura afgana está históricamente vinculada a la cercana Persia, ya que ambos países profesan la religión islámica, siguen el calendario solar Hijri y hablan lenguas similares, debido a la proximidad cultural entre Irán y Afganistán desde hace miles de años.